# Carl Pettersson (zeeman)

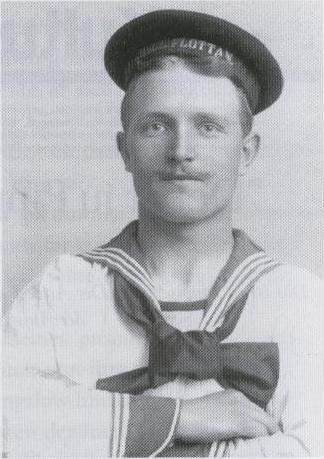
Carl Pettersson

Carl Pettersson (Sollentuna (Stockholms län), 4 oktober 1875 – Sydney, 12 mei 1937) was een Zweedse zeeman en avonturier. Hij trad in dienst van een bedrijf dat kopra verhandelde in de Bismarckarchipel in het toenmalige Duits Nieuw-Guinea. In 1904 leed hij schipbreuk en spoelde aan op Tabar, een klein eiland dat even ten noorden van Nieuw-Ierland ligt, bij het dorpje Teripax.
Hoewel de bevolking kannibalistisch was, kon hij het goed met hen vinden. Hij bleef er, trouwde met Singdo, de dochter van hoofdman Lamy, en kreeg acht kinderen met haar. Toen Lamy overleed volgde Pettersson hem op. Hij was een krachtfiguur, en slaagde erin onderlinge twisten te beëindigen. Van Tabar uit begon hij eveneens in kopra te handelen. Hij behandelde de inlandse werkkrachten goed en respecteerde hun gewoonten, wat een uitzondering was in het begin van de twintigste eeuw.
In 1921 overleed zijn vrouw. Pettersson ging terug naar Zweden om een nieuwe moeder voor zijn kinderen te zoeken. Zijn keus viel op de Engels-Zweedse Jessie Louisa Simpson, met wie hij in 1923 in Tabar trouwde. Zijn koprabedrijf was in zijn afwezigheid vervallen, maar door een goudvondst werd hij een rijk man. Niettemin verlieten de Petterssons Tabar. Jessie Simpson ging in de jaren dertig naar Zweden voor een behandeling tegen kanker, maar overleed daar in 1935. Haar man vergezelde haar niet, hij kwam niet meer naar Zweden terug maar overleed aan een hartaanval in Australië. 
Over Pettersson en zijn belevenissen deden in Zweedse kranten sterke verhalen de ronde, die Astrid Lindgren geïnspireerd hebben tot het creëren van de vader van Pippi Langkous, Efraïm Langkous.